# Fundulus
Fundulus là một chi cá trong họ Funduloidea thuộc bộ cá chép răng Cyprinodontiformes.

## Các loài

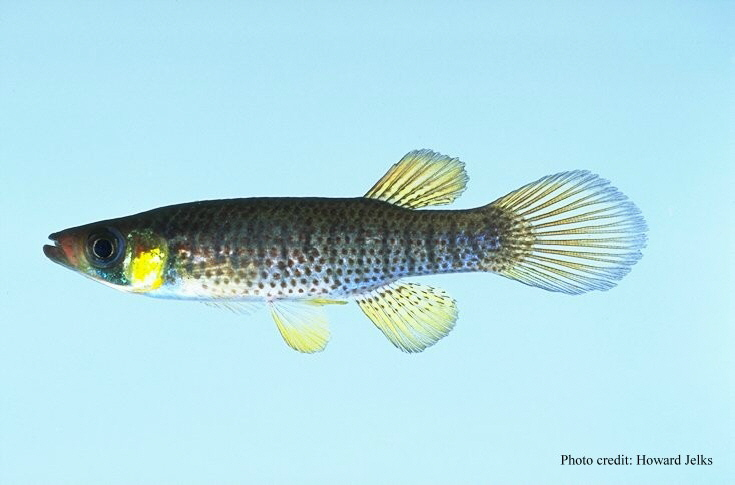
Russetfin Topminnow (F. escambiae)

Có 39 loài được ghi nhận trong chi này:
- Fundulus albolineatus C. H. Gilbert, 1891 (Whiteline topminnow (extinct))
- Fundulus bermudae Günther, 1874 (Bermuda killifish)
- Fundulus bifax Cashner & Rogers, 1988 (Stippled studfish)
- Fundulus blairae Wiley & D. D. Hall, 1975 (Western starhead topminnow)
- Fundulus catenatus (D. H. Storer (fr), 1846) (Northern studfish)
- Fundulus chrysotus (Günther, 1866) (Golden topminnow)
- Fundulus cingulatus Valenciennes, 1846 (Banded topminnow)
- Fundulus confluentus Goode & T. H. Bean, 1879 (Marsh killifish)
- Fundulus diaphanus (Lesueur, 1817)
  - Fundulus diaphanus diaphanus (Lesueur, 1817) (Banded killifish)
  - Fundulus diaphanus menona D. S. Jordan & Copeland, 1877
- Fundulus dispar (Agassiz, 1854) (Starhead topminnow)
- Fundulus escambiae (Bollman, 1887) (Russetfin topminnow)
- Fundulus euryzonus Suttkus & Cashner, 1981 (Broadstripe topminnow)
- Fundulus grandis S. F. Baird & Girard, 1853 (Gulf killifish)
- Fundulus grandissimus C. L. Hubbs, 1936 (Giant killifish)
- Fundulus heteroclitus (Linnaeus, 1766)
  - Fundulus heteroclitus heteroclitus (Linnaeus, 1766) (Mummichog)
  - Fundulus heteroclitus macrolepidotus (Walbaum, 1792)
- Fundulus jenkinsi (Evermann, 1892) (Saltmarsh topminnow)
- Fundulus julisia J. D. Williams & Etnier, 1982 (Barrens topminnow)
- Fundulus kansae Garman, 1895 (Northern plains killifish)
- Fundulus lima Vaillant, 1894
- Fundulus lineolatus (Agassiz, 1854) (Lined topminnow)
- Fundulus luciae (S. F. Baird, 1855) (Spotfin killifish)
- Fundulus majalis (Walbaum, 1792) (Striped killifish, Striped mummichog)
- Fundulus notatus (Rafinesque, 1820) (Blackstripe topminnow)
- Fundulus nottii (Agassiz, 1854) (Bayou topminnow)
- Fundulus olivaceus (D. H. Storer (fr), 1845) (Blackspotted topminnow)
- Fundulus parvipinnis Girard, 1854 (California killifish)
- Fundulus persimilis R. R. Miller, 1955 (Yucatan killifish)
- Fundulus philpisteri García-Ramírez, Contreras-Balderas & Lozano-Vilano, 2007
- Fundulus pulvereus (Evermann, 1892) (Bayou killifish)
- Fundulus rathbuni D. S. Jordan & Meek, 1889 (Speckled killifish)
- Fundulus relictus Able & Felley, 1988 (Lover's Lake killifish)
- Fundulus rubrifrons (D. S. Jordan, 1880) (Redface topminnow)
- Fundulus saguanus Rivas, 1948
- Fundulus sciadicus Cope, 1865 (Plains topminnow)
- Fundulus seminolis Girard, 1859 (Seminole killifish)
- Fundulus similis (S. F. Baird & Girard, 1853) (Longnose killifish)
- Fundulus stellifer (D. S. Jordan, 1877) (Southern studfish)
- Fundulus waccamensis C. L. Hubbs & Raney, 1946 (Waccamaw killifish)
- Fundulus zebrinus D. S. Jordan & C. H. Gilbert, 1883 (Plains killifish)